# L'ultima danza di Romeo e Giulietta
L'ultima danza di Romeo e Giulietta (Ромео и Джульетта) è un film del 1954 diretto da Leo Arnštam e Leonid Lavrovskij.
La pellicola è l'adattamento cinematografico del balletto Romeo e Giulietta, composto da Sergej Prokof'ev e coreografato dallo stesso Lavrovskij, a sua volta tratto dall'omonima tragedia shakespeariana.

## Riconoscimenti
- 1955 – Festival di Cannes
  - Prix du film lyrique